# Daejang
Daejang o taejang (대장?, 大將?) è il maggior grado militare nella penisola coreana, usato sia dalla Corea del Nord che da quella del Sud. Può essere considerato come l'equivalente del grado di generale e ammiraglio nelle altre nazioni. Il grado di daejang è spesso scritto come taejang, in base al sistema di traslitterazione utilizzato (taejang nel McCune–Reischauer, daejang nel sistema ufficiale coreano).

## Corea del Nord

Controspallina del Generale dell'Armata

In Corea del Nord, il grado di daejang è il maggiore tra gli altri tre gradi di generale/ammiraglio: sojang (maggior generale/retroammiraglio), jungjang (tenente generale/viceammiraglio) e sangjang (colonnello generale/ammiraglio). I generali e ammiragli nordcoreani indossano da una a quattro stelle.
Esistono anche quattro gradi di maresciallo superiori al daejang: chasu (vicemaresciallo), wonsu (maresciallo dell'Armata del popolo coreano), konghwaguk wonsu (maresciallo della Repubblica democratica popolare di Corea) e dae wonsu (gran maresciallo).
Il distintivo per i daejang è ispirato a quella del generale d'armata dell'ex Unione Sovietica (prima del 1973) e a quella dell'attuale generale d'armata della Russia, e le sue versioni navali si ispirano a quelle sovietiche (prima del 1974) e russe (dopo il 1994) dei gradi di ammiragli della flotta. Il daejang è inoltre il massimo grado posseduto esclusivamente da militari professionisti, dato che i gradi superiori sono affidati a titoli politici-militari.

## Corea del Sud

Distintivo e controspallina del daejang sudcoreano

Il daejang in Corea del Sud è il maggiore dei tre gradi di generale e ammiraglio: Chunjang (generale di brigata / retroammiraglio (mezzo inferiore) e i precedenti gradi di commodoro e ammiraglio commodoro), sojang (maggior generale / retroammiraglio (mezzo superiore) o precedentemente retroammiraglio) e jungjang (tenente generale / viceammiraglio). I generali sudcoreani indossano da una a quattro stelle come distintivo del grado
Il grado superiore del wonsu (maresciallo o ammiraglio della flotta) non è stato mai assegnato. Attualmente, otto o nove ufficiali delle Forze Armate della Repubblica di Corea in servizio possiede il grado di daejang.
- Il presidente dello Stato maggiore e direttore capo delle Sedi di difesa congiunta
- Capo di stato maggiore dell'esercito sudcoreano
- Capo di stato maggiore delle operazioni navali della marina sudcoreana
- Capo di stato maggiore della forza aerea sudcoreana
- Comandante deputato del Republic of Korea - United States Combined Forces Command, (ROKUSCFC) e comandante generale, comando di terra del ROKUSCFC
- Primo Comandante generale dell'esercito della Repubblica di Corea
- Comandante generale del Commando delle operazioni secondarie dell'esercito
- Terzo Comandante Generale dell'esercito della Repubblica di Corea
- Presidente deputato dello Stato maggiore (posizione con 4 stelle opzionale)